# Pygommatius comosus
Pygommatius comosus là một loài ruồi trong họ Asilidae. Pygommatius comosus được Scarbrough & Marascia miêu tả năm 2003.